# Differenziazione sociale
La differenziazione sociale è il processo tramite il quale le parti di una collettività - ossia gli individui e i gruppi sociali che questi compongono - acquisiscono identità sociali differenti rispetto alla funzione, all'attività, alla cultura, al potere e alle altre caratteristiche socialmente rilevanti.
La sociologia moderna presenta 2 letture distinte:
- differenziazione sociale come incremento della complessità del sistema-società. La progressiva differenziazione produce incrementi di complessità. Principale teorico di questo filone di studi è Talcott Parsons.
- differenziazione sociale come aumento dei livelli e dei tipi di potere, di autorità, di ricchezza, di prestigio in una data collettività sociale. In altre parole: differenziazione come formazione di status che producono gerarchia sociale.

## Classificazione delle differenze
Le differenze sociali possono essere classificate in 4 tipologie:
- differenze di attività e occupazionali. Per esempio i lavoratori del settore dell'economia domestica e informale si trovano in condizioni totalmente diverse dagli occupati nell'economia formale.
- differenze di cultura: intesa come appartenenza etnica, religione, nazionalità, educazione; ad esempio la situazione del migrante confrontata con quella dell'autoctono.
- differenze di ruolo: inteso come insieme di obblighi morali, giuridici e comportamentali. Per esempio essere un docente universitario comporta il doversi attenere a una lunga serie di protocolli di condotta; questi sono diversi dalle norme (minime) cui deve attenersi un clochard.
- differenze di ricompensa: intesa come risorsa (di qualsiasi tipo) concessa all'individuo che riveste un ruolo specifico. Per esempio ricoprire la carica di Presidente del Consiglio paga in termini di risorse materiali, culturali e relazionali.

## Origini della differenziazione
Alla base delle differenziazione sociale troviamo 2 diversi tipi di cause che interagiscono tra loro:
- le basi naturali, ossia le proprietà e gli attributi inerenti al genere, all'età, alla generazione di appartenenza, ai tratti somatici, all'etnia, al territorio, all'ambiente naturale in cui vive l'individuo.
- le basi sociali della differenziazione, che si presentano molto più numerose (per es. lingua, religione, tradizione, lavoro, educazione, ecc.).

L'interazione tra le 2 tipologie consiste in una reciproca influenza che si manifesta perpetuamente.

## Fattori di differenziazione
La società è differenziata in base a diversi fenomeni sociali. I più rilevanti nella società italiana sono:
- La legislazione. Per esempio negli anni settanta le leggi che stabilivano il regime di apartheid sudafricano compivano una netta discriminazione in termini di diritti e condizioni di vita; il discriminante scelto era un dato puramente biologico (la razza). Allo stesso modo interviene la leva obbligatoria maschile: partendo da una differenza prettamente biologica (il sesso dell'individuo) si selezionano i futuri soldati.
- Il lavoro: la situazione occupazionale differenzia i lavoratori autonomi dai lavoratori dipendenti, soprattutto in termini di risorse elargite dal sistema sociale. Lo stesso lavoro dipendente ha diverse prospettive (e diversa stabilità) a seconda che il settore economico sia obsoleto o innovativo.
- La spendibilità sul mercato del lavoro. Le capacità possedute dall'individuo possono più o meno combaciare con le richieste dal mercato del lavoro. Per esempio in Italia (e in misura variabile in ogni paese occidentale) una larga fascia di persone anziane possiede abilità professionali obsolete e/o è vittima del divario digitale.
- Il potere, sia economico che politico.
- L'accumulazione (e la gestione) del capitale. Per esempio l'ereditare una imponente somma di denaro equivale - per la maggioranza delle persone - a compiere un notevole passo avanti nella gerarchia sociale.
- Le dimensioni della società. Tanto più gli individui nella società sono numerosi, tanto più la società è complessa e tanto più numerose sono le differenze che la attraversano. Nella tribù primitiva troviamo un livello di differenziazione infinitamente più basso di quello della società italiana di oggi.
- La tecnologia e il suo uso.